# Понош, Здравко
Здравко Понош (серб. Здравко Понош / Zdravko Ponoš; 3 ноября 1962, Книн, Хорватия, СФРЮ) — сербский политик, дипломат, генерал-лейтенант, Начальник Генерального штаба Вооружённых сил Сербии в 2006—2008 годах.
Кандидат в президенты Сербии на президентских выборах 2022 года.

## Биография
Родился в Книне 3 ноября 1962 года в сербской семье. Он закончил начальную школу в Голубиче, а позже, в юности, переехал в Загреб, где окончил среднюю техническую школу и среднюю школу сухопутных войск.
В 1986 году окончил Военно-техническую академию по специальности инженер-электронщик.
После окончания военной академии в Загребе работал в Военно-техническом институте в Белграде.
Находился в Косово, где работал над глушением TV Tirana в Косово.
В 1998—1999 год, во время бомбардировок Югославии, он и его команда работали с различными импровизациями, чтобы предотвратить большие потери.

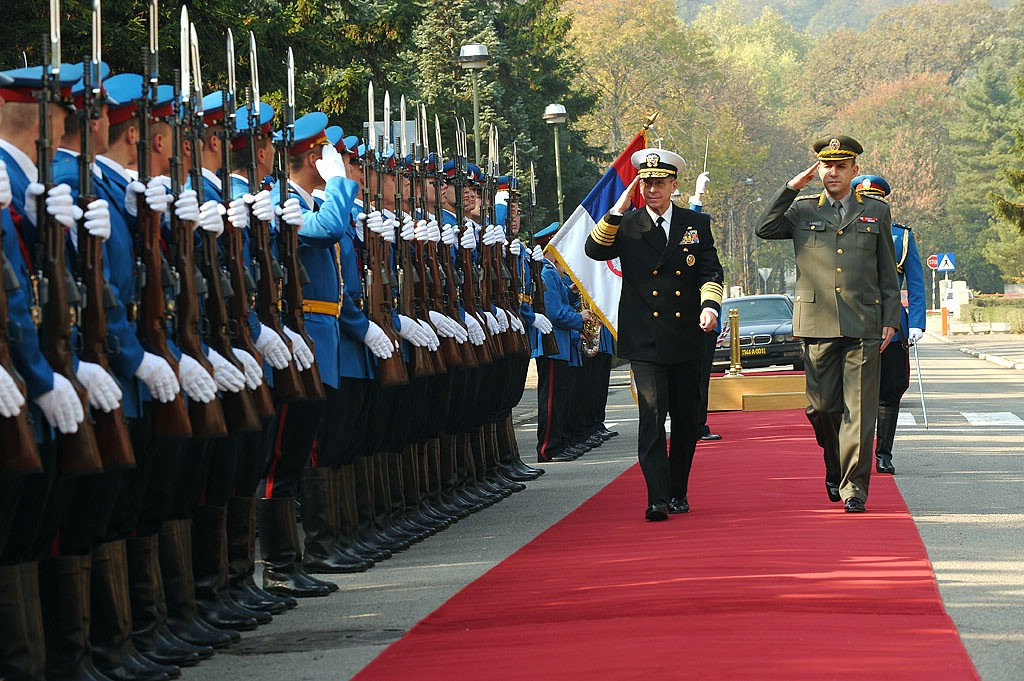
Адмирал ВМС США Майкл Маллен (слева) и Понош (справа) в 2007 году

В 2000 году ему было присвоено звание полковника.
В 2005 году присвоено звание генерал-майора.
Был советником Бориса Тадича, когда тот был министром обороны.
В 2006 году ему было присвоено звание генерал-лейтенанта.
В 2005—2006 год — заместитель начальника Генерального штаба.
В 2006—2008 год — начальник Генерального штаба Вооружённых сил Сербии.
В 2010—2012 год — помощник министра иностранных дел (Вук Еремич)
В 2012—2013 год — глава кабинета председателя Генеральной Ассамблеи ООН (Вук Еремич).
Поддержал Еремича на президентских выборах в Сербии в 2017 году.
В октябре 2017 года был одним из основателей Народной партии.
В 2017—2021 — вице-президент Народной партии.
Кандидат в президенты Сербии на президентских выборах 2022 года за коалицию «Единая Сербия». Финишировал вторым.
Выступает за введение санкций против России.

## Семья
Женат на хорватке из Инджии. У него есть брат, а его отец умер незадолго до операции «Буря». Его дед был мобилизован Народно-освободительной армией Югославии и погиб в бою на Сремском фронте.

## Награды

### СР Югосла́вия
- Орден «За заслуги в области обороны и безопасности»[8]

## Публикации
- Понош, Здравко. Сателитски телекомуникациони системи у војној примени // Војнотехнички гласник :  [серб.] / Здравко Понош, Милан Шуняварич. — Белград : Университет обороны в Белграде, 1993. — Vol. 41. — P. 682–697.
- Понош, Здравко. Трансформација војске Србије – изазови и одговори // Војно дело :  [серб.]. — Белград : Министерство обороны Республики Сербия, Университет обороны в Белграде, 2007. — Vol. 5. — P. 9–30.